# Rentamt Straubing

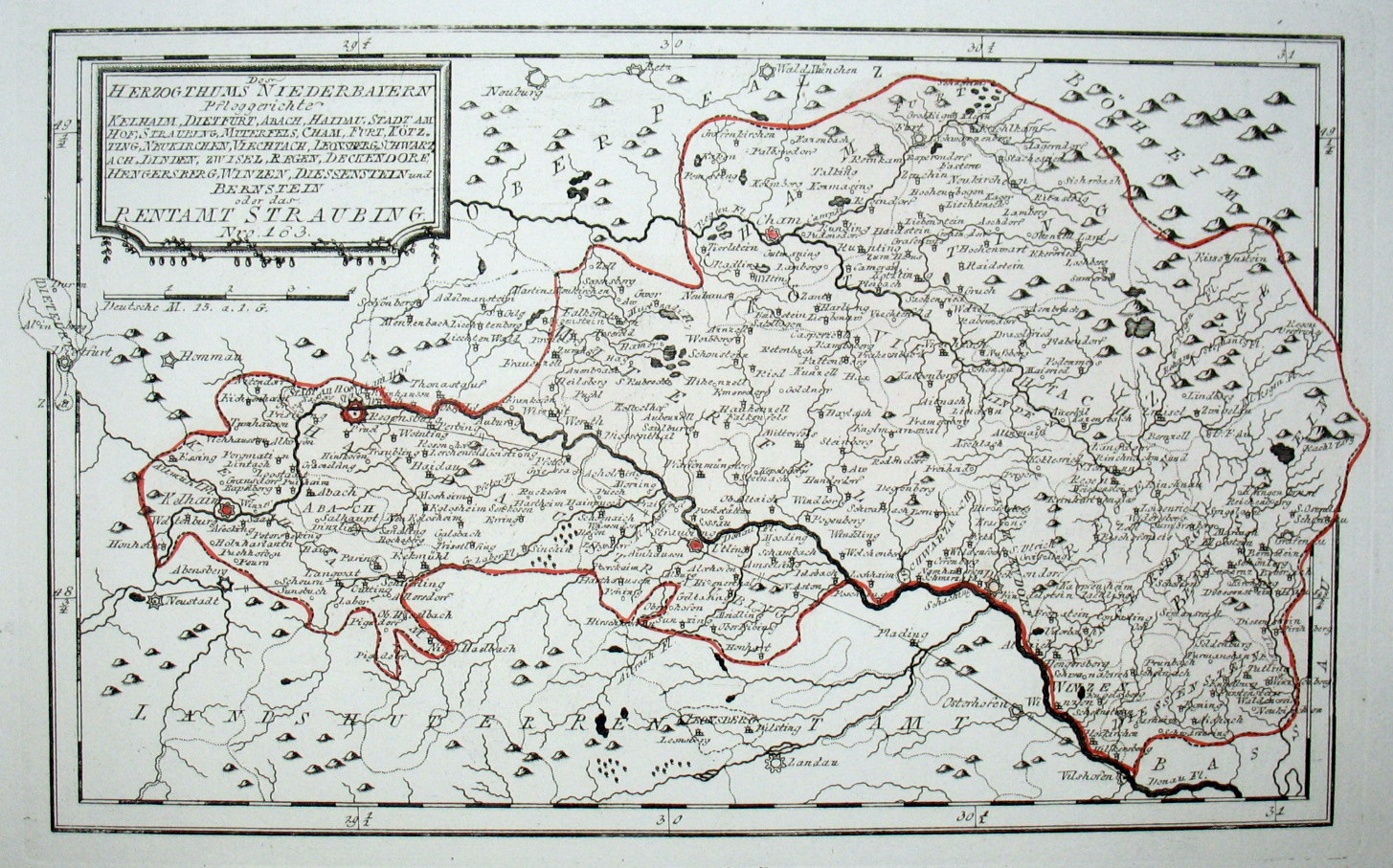
Franz Johann Joseph von Reilly: Pfleggerichte des Herzogtums Niederbayern im Rentamt Straubing (1792)

Das Rentamt Straubing gehörte von 1507 bis 1623 zum Herzogtum, danach bis 1806 Kurfürstentum Bayern. Zusammen mit dem Rentamt Landshut bildete es das „Unterland“. Zwischen 1802 und 1919 war es der Name des Vorläufers des heutigen Finanzamts Straubing.

## Geschichte

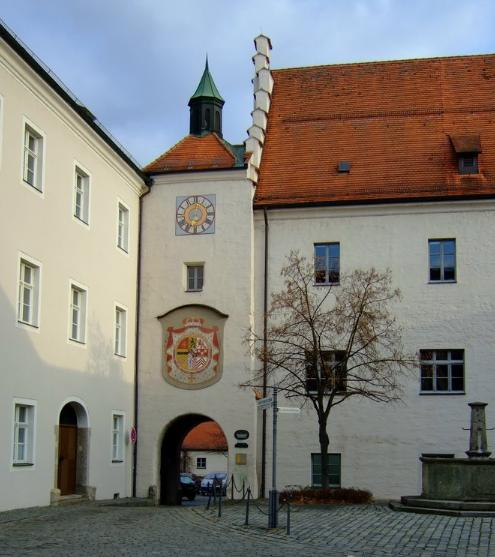
Rechts das Gebäude Schloßplatz 2; früher Sitz des ehemaligen Rentamts

Bereits seit dem 13. Jahrhundert amtierten im Herzogtum Bayern Vitztume (lateinisch vicedomini), die die Rechte des Herzogs in Teilen des Landes wahrnahmen, wo der Herzog nicht dauerhaft präsent war. Da die Aufgaben dieser Viztume im Laufe der Zeit immer weiter zunahmen, bekamen diese Rentmeister als unterstützende Beamte zugeordnet. Da diese u. a. das Finanzwesen der herzoglichen Landgerichte und anderer Unterbehörden kontrollierten und mit diesen Aufgaben zunehmend bedeutender wurden als die Viztume selbst, wurden die Viztumämter um 1500 als Rentämter oder Rentmeisterämter bezeichnet.
Bereits im Jahr 1300 wird das Viztumamt von Landshut beschrieben. Unklar ist, ob es seit diesem Jahr eine durchgehende Abfolge von Viztumen gab oder ob in Straubing, wo im Zuge der Bayerischen Landesteilungen ohnehin lange Zeit ein Herzog residierte (Herzogtum Bayern-Straubing), auf die Einsetzung von Viztumen verzichtet wurde.
Nach der Wiedervereinigung Bayerns durch den Ausgang des Landshuter Erbfolgekrieges wurde das Herzogtum um 1507 durch eine Verwaltungsreform neu geordnet. In Straubing wurde dabei – wie auch in Burghausen und Landshut – eine Regierung eingerichtet. Diese Kollegialbehörde hatte weitgehende administrative, juristische und finanzielle Befugnisse im ihr anvertrauten Amtsbezirk. Ihre bedeutendste Aufgabe erfüllte sie, wenn sie als Hofgericht zusammentrat. Dieses bildete die zweite Instanz für Verfahren vor den untergeordneten Land- und Pfleggerichten und die erste Instanz für Personen mit privilegiertem Gerichtsstand (also insbesondere Adel und Klerus). Die Mitglieder der Regierung (die Regierungsräte oder Regimentsräte) verteilten sich auf die Ritterbank (für Adelige) und die Gelehrtenbank (für studierte Juristen). An der Spitze der Regierung stand als Vertreter des Herzogs der Viztum, der der Ritterbank angehörte. Der Gelehrtenbank stand der Kanzler vor, der für die Schriftverwaltung zuständig war. Der bedeutendste Beamte der Regierung war allerdings der Rentmeister. Dieser beaufsichtigte die der Regierung unterstehenden Behörden. Wichtigstes Instrument dazu waren regelmäßige Inspektionsreisen, die sogenannten Rentmeisterumritte. Außerdem übte er die Viztumwändel aus, durch die Leibstrafen in Geldstrafen umgewandelt werden konnten. Daneben gehörten der Regierung noch der Rentschreiber (Stellvertreter des Rentmeisters), der Landrichter und der Mautner. Die Regierung hatte ihren Sitz im Herzogsschloss Straubing, wobei das Regierungskollegium und das Rentamt in gesonderten Trakten heimisch waren.
Minister Montgelas löste im Zuge seiner Verwaltungsreformen zunächst 1800 das Rentamt auf und wandelte 1802 die Regierung Straubing in das Hofgericht Straubing um, aus dem 1809 das Appellationsgericht Straubing hervorging. In Verwaltungssachen unterstanden die Landgerichte des ehemaligen Rentamtes der Generallandesdirektion in München. Als Bayern 1808 in Kreise aufgeteilt wurde, wurde die Stadt Straubing zunächst dem Regenkreis, ab 1810 dann dem Unterdonaukreis zugeordnet, aus dem 1838 der Kreis (ab 1935 Regierungsbezirk) Niederbayern hervorging.
Nach 1802 war Rentamt Straubing der Name für die Unterbehörde der Finanzverwaltung, die für das Landgericht, später das Bezirksamt Straubing zuständig war. Mit dem alten Rentamt hat es also im Wesentlichen nur den Namen gemein. 1919 wurde es in Finanzamt Straubing umbenannt.

## Gliederung
Das Rentamt Straubing umfasste die Stadt Straubing sowie folgende Land- und Pfleggerichte, die bis 1766 in drei Gruppen eingeteilt waren:
- die oberen Gerichte (Abbach, Dietfurt, Haidau, Kelheim und Stadtamhof)
- die mittleren Gerichte (Cham, Eschlkam, Furth, Kötzting, Mitterfels, Neukirchen und Viechtach) und
- die unteren Gerichte (Bärnstein, Deggendorf, Diessenstein, Hengersberg, Leonsberg, Linden, Regen, Schwarzach, Weißenstein, Winzer und Zwiesel)

1779 löste der Kurfürst von Bayern Karl Theodor das Rentamt Landshut auf und schlug infolgedessen einige Landgerichte Straubing zu: Abensberg, Altmannstein, Vilsbiburg, Dingolfing, Eggmühl, Geisenhausen, Kirchberg, Landau, Landshut, Natternberg, Neustadt, Osterhofen, Riedenburg, Reisach, Rottenburg und Teisbach.
Da diese Gebietsreform nicht die gewünschten Erfolge erzielt hatte und auch Konflikte mit dem niederbayerischen Adel provoziert hatte, wurde das Rentamt Landshut 1784 wiederhergestellt. Das Rentamt Straubing umfasste nun die Pfleggerichte Abbach, Abensberg, Altmannstein, Bärnstein, Cham, Deggendorf, Natternberg, Diessenstein, Dietfurt, Riedenburg, Furth, Haidau, Pfatter, Hengersberg, Weyr, Kelheim, Kötzting, Leonsberg, Mitterfels, Neustadt, Regen, Schwarzach, Straubing, Viechtach, Linden, Weißenstein und Zwiesel.

## Viztume und Rentmeister
| Name                                           | Amtszeit  |
| ---------------------------------------------- | --------- |
| Burkhard von Schellenberg                      | 1538–1562 |
| Haimeran Notthafft                             | 1562–1570 |
| Jörg von und zu Gumppenberg                    | 1570–1574 |
| Christoph zu Schwarzenberg                     | 1574–1596 |
| Rudolph von Sulz                               | 1598–1604 |
| Ferdinand Khuen von Belasy                     | 1604–1618 |
| Christoph zu Hohenzollern                      | 1618–1620 |
| Friedrich Christoph zu Pienzenau               | 1621–1628 |
| Johann Warmund von Preysing                    | 1628–1643 |
| Johann Friedrich von Pienzenau                 | 1644–1645 |
| Johann Sebastian Notthafft                     | 1645–1664 |
| Karl August von Leublsing                      | 1664–1666 |
| Johann Christoph von Preysing                  | 1666      |
| Johann Wiguleus von Paumgarten                 | 1667–1688 |
| Wolf Heinrich von Notthafft                    | 1688–1705 |
| Johann Friedrich von Aufseß                    | 1705–1708 |
| Maximilian Franz Maria von Seinsheim           | 1708–1724 |
| Franz Ludwig Anton von Lerchenfeld             | 1724–1740 |
| Johann Franz Adam von Herwarth                 | 1740–1761 |
| Joseph Ferdinand von Rheinstein und Tattenbach | 1761–1762 |
| Sigmund von Spreti                             | 1762–1772 |
| Joseph Georg Ignaz von Weichs                  | 1772–1787 |
| Joseph Maria von Weichs                        | 1787–1793 |
| Johann Nepomuk Anton Felix Graf Zech           | 1793–1799 |
| Franz Paul von Frauenberg                      | 1799–1802 |

| Name                                   | Amtszeit  |
| -------------------------------------- | --------- |
| Wolf Schwartzdorffer                   | 1526–1554 |
| Andre Prew                             | 1554–1571 |
| Christoph Nusser                       | 1571–1581 |
| Leonhard Saurzapf                      | 1582–1596 |
| Georg Griesmair                        | 1596–1617 |
| Christoph von Lerchenfeld              | 1617–1626 |
| Ferdinand von Puechhausen              | 1626–1634 |
| Wolf Jakob Freymann                    | 1634–1667 |
| Hans Sigmund von Herwarth              | 1667–1680 |
| Florentinus Gentiflor von Puechleitter | 1680–1681 |
| Friedrich Sedlmayr                     | 1681–1698 |
| Johann Martin von Schmid               | 1698–1716 |
| Jakob Anton von Edlmar                 | 1716–1719 |
| Johann Konrad von Berger               | 1719–1740 |
| Joseph Klement von Pistorini           | 1741–1752 |
| Franz Xaver von Lerchenfeld            | 1753–1776 |
| Maximilian Emanuel von Berger          | 1776–1785 |
| Maximilian von Daun                    | 1785–1799 |